# ستيف كاماك
ستيف كاماك (بالإنجليزية: Steve Cammack)‏ هو لاعب كرة قدم بريطاني في مركز الهجوم، ولد في 20 مارس 1954 في شفيلد في المملكة المتحدة. لعب مع بورت فايل وستوكبورت كونتي وسكونثورب يونايتد وشيفيلد يونايتد ونادي تشيسترفيلد ونادي سكاربورو ونادي لينكولن سيتي.